# Wladimir Alexandrowitsch Abolenzew
Wladimir Alexandrowitsch Abolenzew (russisch Владимир Александрович Аболенцев; * 24. Januar 1927 in Fursowo, Rajon Arsenjewo, Oblast Tula; † 25. Februar 2012 in Moskau) war ein sowjetischer Jurist und Politiker der Kommunistischen Partei der Sowjetunion (KPdSU), der unter anderem zwischen 1988 und 1990 Justizminister der Russischen Sozialistischen Föderativen Sowjetrepublik (RSFSR) war.

## Leben
Wladimir Alexandrowitsch Abolenzew leistete nach dem Schulbesuch während des Deutsch-Sowjetischen Krieges zwischen 1944 und 1945 Kriegsdienst und danach bis 1947 Militärdienst in der Roten Armee, aus der 1946 die Sowjetarmee hervorging. Er wurde Mitglied der  Kommunistischen Partei der Sowjetunion (KPdSU) und war zwischen 1948 und 1952 stellvertretender Staatsanwalt im Rajon Arsenjewo sowie zuletzt Staatsanwalt im Rajon Tschern. Im Anschluss fungierte er von 1952 bis 1962 Vorsitzender des Exekutivkomitees des Rates des Rajon Tschern und schloss in dieser Zeit 1957 ein Studium am Allunionsinstitut für korrespondierendes Recht ab, der heutigen nach Oleg Jemeljanowitsch Kutafin benannten Staatlichen Rechtsuniversität in Moskau. Er war zudem Absolvent der Parteihochschule der KPdSU und war zwischen 1962 und Juli 1963 erst stellvertretender Staatsanwalt sowie im Anschluss vom 6. Juli 1963 bis 1969 Staatsanwalt der Oblast Tula.
Danach war Abolenzew zwischen 1969 und 1976 Ausbilder der Abteilung Verwaltungsorgane des Zentralkomitees der KPdSU sowie von 1976 bis 1980 Leiter einer Abteilung der Generalstaatsanwaltschaft der UdSSR, ehe er zwischen 1980 und 1983 stellvertretender Generalstaatsanwalt der UdSSR war. Er war im Anschluss von 1983 bis 1988 stellvertretender Leiter der Abteilung Verwaltungsorgane des ZK der KPdSU sowie zeitweise Mitglied des ZK der KPdSU. Am 18. Februar 1988 wurde ihm der Rang eines Staatsrats der Justiz 1. Klasse verliehen. Zuletzt wurde er am 5. April 1988 als Nachfolger von Alexander Jakowlewitsch Sucharew Justizminister der Russischen Sozialistischen Föderativen Sowjetrepublik (RSFSR) und bekleidete dieses Amt bis zum 14. Juli 1990.
Für seine Verdienste in der Sowjetunion erhielt er unter anderem den Orden des Vaterländischen Krieges II. Klasse, den Orden der Oktoberrevolution, zwei Mal den Orden des Roten Banners der Arbeit, Ehrenzeichen der Sowjetunion sowie den Orden der Völkerfreundschaft. Außerdem wurde ihm der Titel „Verdienter Rechtsanwalt der RSFSR“ verliehen. Nach seinem Tode wurde er auf dem Moskauer Friedhof Trojekurowo beigesetzt.